# 1822 en Bretagne
 Chronologie de la Bretagne
- 1818
- 1819
- 1820
- 1821
- 1822
- 1823
- 1824
- 1825
- 1826

Cette page recense des événements qui se sont produits durant l'année 1822 en Bretagne.

## Société

### Naissance
- 30 juillet à Brest : Frédéric Bouyer (décédé à La Tour-Blanche, près de Burie, Charente-Maritime, le 2 août 1882), officier de marine et médecin français, célèbre pour avoir pêché en 1862 un calmar géant dans le nord-est de Tenerife.